# Хнкоян, Атабек Ованесович

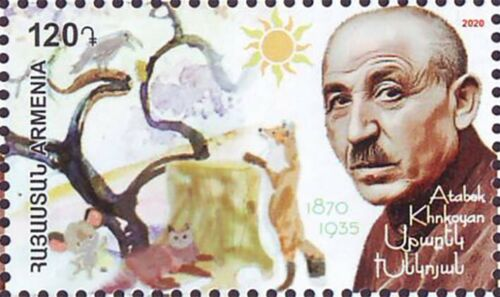
Хнко-Апер на почтовой марке Армении, 2020

Хнко-Апер (арм. Խնկո Ապեր), настоящее имя Атабек Ованесович Хнкоян (арм. Աթաբեկ Հովհաննեսի Խնկոյան; 19 октября 1870 года, с. Карабоя, Тифлисская губерния Российской империи — 8 октября 1935 года, Ереван, Армянская ССР) — армянский и советский поэт и педагог. Заслуженный учитель и заслуженный писатель Армянской ССР (1932).

## Биография
Родился в селе Карабоя (ныне носит название Хнкоян в его честь). Окончил сельскую школу и городское училище Александрополя (Ленинакан, ныне Гюмри). В 1890—1910 работал учителем в селах Лори-Памбакского уезда.
В 1911 переехал в Тбилиси, работал в пансионате, сотрудничал в журнале для детей «Аскер» («Колосья»). После образования СССР переехал в Армению.
Он писал в основном детскую литературу: басни, легенды, лирические и повествовательные стихи.
Начал писать стихи ещё в детстве. Первый сборник его стихотворений «Поэтические опыты» вышел в свет в 1890 году.
Автор более 120 книг; переводчик басен Крылова и стихов Пушкина; поэт-песенник. Автор сборников и переводов в список которых входят «Медведь и Лиса» (1910), «Вор и стадо» (1911), «Мышь, предполагаемый жених» (1912), «Басни» (1917, 1930, 1937), «Ереванский трамвай»  (1934, 1936), «Как мыши боролись с кошкой» (1936), «Свинья и ворона» (1940), «Фруктовый сад» (1939), «Рассказы» (1967), и др.
Умер в 1935 году в Ереване, похоронен в пантеоне парка имени Комитаса.
Его именем названы родное село в Ширакской области и детская библиотека в Ереване (Национальная детская библиотека им. Хнко-Апера).